# Die Stadtkrone
Pour les articles homonymes, voir Die Stadt.
 (janvier 2019).
Si vous disposez d'ouvrages ou d'articles de référence ou si vous connaissez des sites web de qualité traitant du thème abordé ici, merci de compléter l'article en donnant les références utiles à sa vérifiabilité et en les liant à la section « Notes et références ».
Die Stadtkrone, la « ville-couronne », est un concept urbain imaginé par les architectes expressionnistes allemands, et particulièrement Bruno Taut, au début du XXe siècle. Cette ville était souvent imaginée avec en son centre une forme cristalline remarquable ou quelque chose ayant un vocabulaire formel homogène de grande taille sans être forcément un gratte-ciel. En plus de sa forme, les notions sociales étaient reconstruites avec la subordination des individus aux biens collectifs et parfois aussi l'idée d'un retour à une existence agricole.